# Campus du Paris-Saint-Germain
Le centre d'entraînement du Paris Saint-Germain, ou Campus PSG, situé à Poissy (Yvelines), est depuis 2023 le nouveau centre d'entraînement du Paris Saint-Germain, remplaçant celui du Camp des Loges à Saint-Germain-en-Laye.
Situé à 25 minutes du Parc des Princes et à 10 minutes du Camp des Loges, il comprend un centre de la performance, regroupant le centre de formation et de préformation des équipes masculines de football et de handball. Le site pourrait également accueillir la section judo.
Construit entre février 2020 et juin 2023 sur le lieu-dit de Poncy, détenu et financé par le club, le Campus PSG dispose d'un stade de 5 000 places couvertes, à 100% accessible aux personnes à mobilité réduite, qui accueillera les matchs officiels des équipes juniors et féminines du club.
La surface utile est de 74 hectares avec 17 terrains de football au total (10 pour les centres de formation et de préformation), dont 4 en synthétique, 32 chambres de standing et de zones de vie pour les pros, une clinique du sport. Un département extra-sportif dirigé par Mehdi Rahoui, haut fonctionnaire de l’éducation nationale proposera un accueil complet avec résidence et scolarité.L'internat créé pour les jeunes en formation pourra accueillir entre 120 et 150 jeunes.
Le club a investi 350 millions d'euros entre l'acquisition du terrain et les coûts de construction du Campus. L'équipe masculine de football s'y est installée au début de la saison 2023-2024. Son inauguration est prévue au printemps 2024, après l'installation des féminines et des pensionnaires des centres de formation et de préformation. Il accueillera, à l’horizon 2026, l’équipe de handball et les judokas.

## Développement
Le club parisien a commencé à rechercher des emplacements pour son nouveau terrain d'entraînement en 2012. Les propriétaires qataris du PSG, dirigés par le président du club Nasser al-Khelaïfi, ont jugé le Camp des Loges et son espace disponible limité comme en deçà des ambitions du club. Poissy, Saint-Germain-en-Laye et Thiverval-Grignon étaient envisagés pour le futur stage d'entraînement,.
En 2016, le club a sélectionné Poissy, une commune du département des Yvelines dans la banlieue ouest de la région parisienne. La ville est voisine de Saint-Germain-en-Laye, lieu de naissance du PSG. Sur le site retenu, en bordure des autoroutes A13 et A14, avait été envisagée depuis 2001 la création d'une énorme zone commerciale, les Terrasses de Poncy. Des fouilles préventives y ont mis en évidence des occupations allant du Paléolithique à l’Époque moderne, dont un établissement rural du Ier siècle av. J.-C. jusqu’au Ve siècle.
Le projet, confié à l'architecte Jean-Michel Wilmotte et au paysagiste François Neveux, est conçu  comme un parc, où les bâtiments coexistent et se fondent avec la nature avec 3000 arbres plantés, une pépinière et une surface constituée à 95 % d'espaces verts. Il prévoit de récupérer les eaux de pluie afin de couvrir 90 % des besoins du centre et en favorisant les circuits courts pour nourrir les joueurs et le personnel via un potager et un verger bios.
Le 14 juin 2019, le club annonce que l’enquête publique relative au projet global d’aménagement du site des Terrasses de Poncy qui a été menée du 18 février au 29 mars 2019 s'est conclue par un avis favorable de la Commission d’enquête.
Le 16 juillet 2019, le permis de construire est signé pour le centre et le stade, la mairie de Poissy, la communauté urbaine Grand Paris Seine & Oise et le conseil départemental des Yvelines ont accordé un agrément environnemental.
Le chantier est officiellement lancé le 29 février 2020. Au lieu de poser la première pierre, le maire de Poissy, Karl Olive, et le directeur général adjoint du PSG, Jean-Claude Blanc, ont planté le premier des 3 000 arbres du centre écologique du club. Initialement prévue avant le début de la saison 2022-23 de Ligue 1, l'ouverture est finalement repoussée en juillet 2023 et l'inauguration au printemps 2024.

## Installations

### Club-house
Le centre d'entraînement du Paris Saint-Germain regroupera, pour la première fois et dans un même lieu, les équipes professionnelles masculines de football, de handball et de judo du club, ainsi que les académies de football et de handball, et le club-house sera le point de rencontre central de toute la famille PSG, rassemblant joueurs, staff et équipes invitées. Précédé d'une passerelle et situé au milieu des deux premiers plateaux, le Club House servira également d'entrée au complexe multisports.
Le club-house est en forme de cube et entièrement vitré au rez-de-chaussée pour offrir une vue sur le paysage environnant. À l'intérieur, une forme intitulée « L'Envol bleu » s'élève vers le ciel, symbolisant le but ultime de tous les athlètes du club, selon l'architecte en chef Jean-Michel Wilmotte. Il comprend également une salle à manger, une bibliothèque/librairie, une salle de conférence d'une capacité de 150 spectateurs et des bureaux.

### Équipe première
Entouré de verdure, le bâtiment des footballeurs professionnels est situé au plus haut niveau du site, avec son toit-terrasse offrant une vue à 360° sur le Paris Saint-Germain Training Center. Selon l'architecte, ce positionnement est censé symboliser pour les jeunes joueurs de l'académie s'entraînant sur le plateau inférieur où ils se trouvent actuellement et où ils veulent être à l'avenir.
Le plateau des professionnels comprendra trois terrains d'entraînement connectés, une zone d'entraînement pour les gardiens de but et une tribune couverte d'une capacité d'environ 500 spectateurs. À l'intérieur, l'espace exclusivement réservé aux joueurs professionnels et au staff comprendra également des vestiaires, un salon commun, un espace de performance avec des salles de fitness high-tech, une salle d'analyse vidéo, des bassins thérapeutiques, une salle de soins médicaux, une salle à manger, et 46 chambres individuelles pour permettre aux joueurs de se reposer la veille des matchs ou de récupérer après l'entraînement. Au total, le campus comptera 10 000 m2 destinés aux professionnels.

### Académie
Conçu pour accueillir ses 140 joueurs de l'académie, âgés de 13 à 19 ans, le plateau de l'académie comprendra près de 13 000 m2 d'espaces et d'installations avec trois bâtiments principaux pour la formation, l'éducation et l'hébergement :
- le premier sera axé sur le volet sportif (salles de fitness et de récupération, salle de soins médicaux, bureaux administratifs et salles de réunion) ;
- le second est celui où les joueurs seront éduqués (des salles de classe, une salle informatique, un laboratoire, un centre de documentation et d'information, une salle des professeurs, des espaces de vie, un poste de soins infirmiers, etc. ). Quant aux jeunes académiciens, ils pourront suivre des cours dans les écoles des villes voisines ;
- le troisième bâtiment aura 120 chambres, où les joueurs vivront.

Neuf terrains de football seront également mis à la disposition de l'académie et de l'école Rouge & Bleu, dont un couvert et clôturé. Cette installation, l'une des premières du genre en Europe, permettra d'organiser des entraînements quelle que soit la météo. Les jeunes auront également accès à des terrains de football à 5 et des terrains de football-tennis.

### Handball et judo
Sur le deuxième plateau du centre, handballeurs, professionnels comme académiciens, et judokas disposeront d'espaces et d'installations spécifiques répartis sur 4 510 m2 : 
- la division handball disposera de deux terrains, d'une tribune d'une capacité de 250 spectateurs, de salles de fitness, d'espaces de récupération, de bureaux du staff et de salles de réunion ;
- les installations de judo comprendront deux dojos, une salle de préparation physique et une salle de physiothérapie.

### Stade
Situé à l'avant du site et d'une capacité de 5 000 spectateurs, dont 3 000 places assises, le stade accueillera l'équipe féminine pour certains de ses matchs de Division 1 Féminine et d'UEFA Women's Champions League. Il accueillera également les matchs des jeunes du PSG en UEFA Youth League et dans d'autres compétitions officielles.
Un espace accessible au grand public est prévu aux abords du stade. Avec jusqu'à 5 000 m² de surfaces commerciales potentielles, il pourra abriter à terme une boutique du club du PSG, des restaurants et un espace d'exposition. L'architecture dynamique du stade est composée d'arcs élancés, horizontaux, semi-filtrés ; et ses puissants projecteurs allumés les soirs de match illumineront tout le site.

### École Rouge & Bleue
Les espaces et équipements au sein du Campus PSG permettront d'étendre les actions de la Fondation Paris Saint-Germain, avec notamment l'ouverture de sa troisième école Rouge & Bleu, après celles de Paris et de Mantes-la-Jolie . Placé sous le patronage de la Commission nationale française pour l'UNESCO, ce programme périscolaire, porté et développé par la fondation, viendra en aide aux enfants défavorisés de Poissy âgés de 7 à 11 ans par l'éducation et le sport.
Pendant les vacances scolaires, une autre initiative portée par la fondation appelée « PSG Holidays » verra les enfants qui ne partent pas en vacances passer une semaine avec le club, participer à des ateliers sportifs et des visites culturelles dans la région. Les installations du centre de formation permettront également l'accueil et l'encadrement de jeunes patients dans le cadre du partenariat entre la fondation et l'Hôpital Necker-Enfants Malades.